# 국립 인류학 박물관 (스페인)
국립 인류학 박물관(스페인어: Museo Nacional de Antropología)은 스페인 마드리드에 위치한 인류학 박물관이다.